# مارسيلو سارمينتو
مارسيلو سارمينتو (بالإسبانية: Marcelo Sarmiento)‏ هو لاعب كرة قدم أرجنتيني في مركز الوسط، ولد في 3 نوفمبر 1979 في قرطبة في الأرجنتين. لعب مع أرجنتينوس جونيورز وأوليمبو وتاليريس كوردوبا ونادي أتروميتوس ونادي ساوثهامبتون ونادي لاريسا ونادي ليتكس لوفتش ويونيون دي سانتا في.

## وصلات خارجية
- مارسيلو سارمينتو على موقع قاعدة بيانات كرة القدم.إي يو (الإنجليزية)
- مارسيلو سارمينتو على موقع Soccerbase.com (لاعب) (الإنجليزية)
- مارسيلو سارمينتو على موقع Soccerway.com (الإنجليزية)